# Fare!
Fare! è stato un partito politico italiano di centro-destra, nato il 21 luglio 2015 per iniziativa del sindaco di Verona Flavio Tosi, dopo aver abbandonato la Lega Nord (partito di cui era alla guida nel Veneto). 
È attualmente attivo come movimento locale nella città di Verona.

## Storia

### La rottura tra Tosi e la Lega e le elezioni regionali in Veneto
A inizio 2015 Flavio Tosi, sindaco di Verona e segretario della Liga Veneta, annuncia la sua disponibilità a candidarsi alla presidenza del Veneto. Ciò lo ha portato fortemente in disaccordo con il segretario federale della Lega Nord Matteo Salvini, data la volontà di quest'ultimo di ricandidare il governatore uscente leghista Luca Zaia.
Il 2 marzo viene nominato dal consiglio federale leghista un commissario ad acta della Liga Veneta per le elezioni regionali del 2015, nella persona di Gianpaolo Dozzo (ex-deputato della Lega Nord). Tosi verrà poi espulso dal partito il 10 marzo.
Tuttavia non rinuncia alla candidatura di presidente della propria regione, e il 14 marzo questa verrà formalizzata.
Il 26 marzo 2015 tre deputati e tre senatrici vicini a Tosi abbandonano la Lega Nord e passano al gruppo misto. Le tre senatrici costituiscono nel gruppo misto la componente "Federalismo Autonomie e Libertà".
In occasione delle elezioni regionali in Veneto del 2015, quindi, Tosi si candida per la carica di presidente, venendo sostenuto da Nuovo Centrodestra, Unione di Centro, Partito Pensionati, Veneto Stato (movimento indipendentista Veneto) e tre liste civiche: "Lista Tosi", "Il Veneto del Fare" e, infine, "Unione Nord Est".
Il responso delle urne vede Flavio Tosi giungere quarto con il 12% circa dei consensi, ottenendo complessivamente 5 seggi (di cui tre spettanti alla "Lista Tosi")

### Il partito
Il 21 luglio annuncia la formazione di un nuovo movimento politico, Fare! appunto, a cui aderiscono tre senatrici (Patrizia Bisinella, Raffaela Bellot ed Emanuela Munerato) e tre deputati (Roberto Caon, Matteo Bragantini ed Emanuele Prataviera).
Tutti i sei parlamentari avevano già sostenuto Tosi alle elezioni regionali.
Il 22 luglio 2015 i tre senatori nel gruppo misto sciolgono la componente Federalismo Autonomie e Libertà e costituiscono la componente Fare!
Il 9 settembre anche Marco Marcolin entra nel partito.
L'11 aprile 2016 i quattro deputati nel gruppo misto costituiscono la componente Fare!-PRI.

### Elezioni amministrative del 2016
Alle elezioni comunali a Bolzano, Fare! ha appoggiato la lista civica Bolzano sull'onda, che ha ricevuto il 2,3% dei voti, non ottenendo alcun seggio al consiglio comunale. A Rimini il 5 giugno invece ottiene il 2,1%, entrando in consiglio comunale con un seggio. A Latina con l'1,2% non elegge neanche un proprio candidato.
Il 14 ottobre 2016 Marco Marcolin abbandona il partito, e quindi la componente "Fare!-PRI" del gruppo misto, per aderire al nuovo gruppo "Scelta Civica verso Cittadini per l'Italia - MAIE", entrando così nella maggioranza che sosteneva il governo Renzi.

### Referendum costituzionale del 2016
In occasione del referendum costituzionale del 2016 Fare! sostiene il SÌ.

### Elezioni amministrative del 2017
In occasione delle elezioni amministrative del 2017 a Verona, vista l'impossibilità di una ricandidatura di Flavio Tosi (che, avendo già governato la città per 10 anni, non può ripresentarsi per un terzo mandato) viene candidata alla carica di Sindaco Patrizia Bisinella (senatrice di Fare! e compagna di vita dello stesso Tosi), venendo sostenuta, oltre che dallo stesso Fare!, anche da 7 liste civiche che si rifanno all'esperienza amministrativa tosiana a Verona.
Al primo turno Bisinella ottiene il 23,5% dei consensi (in cui Fare! raccoglie il 2,7%, anche se molto rilevante è il risultato ottenuto dalla Lista Tosi che si classifica, con il 16,5%, la lista più votata in assoluto in città) ed accede al ballottaggio contro il candidato della Lega Nord e del centrodestra Federico Sboarina. Tuttavia Patrizia Bisinella perde e Federico Sboarina diventa sindaco.
Fare! si presenta anche a Padova, autonomamente e sotto il simbolo di Padova Libera. La lista otterrà solo un 0,5%.
Dopo la tornata elettorale lascia il partito il coordinatore Fabio Venturi, considerato per mesi papabile candidato Sindaco a Verona prima che venisse designata Bisinella.
Il 3 agosto 2017 il deputato Roberto Caon abbandona il partito e aderisce a Forza Italia.

### Elezioni politiche 2018
A dicembre 2017 Fare! insieme a Direzione Italia, Scelta Civica e fuoriusciti da Alternativa Popolare forma il movimento Noi con l'Italia. Al progetto aderiscono poi anche l'Unione di Centro ed Identità e Azione. La lista Noi con l'Italia - UDC aderisce alla coalizione di centrodestra. I rappresentanti di Fare! saranno candidati perlopiù nei collegi plurinominali veneti. Alla fine nessuno di loro risulterà eletto, vista la scarsa affermazione della lista (1,3% alla Camera e 1,2% al Senato). La lista Noi con l'Italia - UDC, al cui interno sono candidati lo stesso Tosi (al Senato) e i deputati uscenti Patrizia Bisinella e Matteo Bragantini (alla Camera), raggiunge a Verona il 3,9%.

### Il ridimensionamento
In occasione delle elezioni amministrative del 2019, il partito si presenta con un proprio candidato (Francesco Belsito) solo a Vibo Valentia, non raggiungendo tuttavia il quorum per ottenere seggi in consiglio comunale (2,19% al candidato e 1,31% alla lista).	
Ormai ridimensionatosi a forza politica locale, in occasione delle elezioni regionali venete del settembre 2020 Tosi e il nucleo provinciale veronese di Fare promuovono la candidatura di Alberto Bozza, ex assessore comunale a Verona, nelle liste di Forza Italia. Bozza viene poi eletto consigliere con 3595 preferenze.

### 2022: ricandidatura di Tosi a sindaco di Verona
A dicembre Tosi annuncia la sua volontà di ricandidarsi come primo cittadino, con larghissimo anticipo rispetto al giorno delle elezioni previsto per il 2022. Fare! è una delle nove liste presentate a suo sostegno, con esponenti del partito distribuiti anche in altre liste.
Alle elezioni amministrative riceve il 23,78% dei consensi, non accedendo al ballottaggio del 26 giugno. Fare! ottiene il 4,41% dei voti ed un seggio in consiglio, assegnato a Patrizia Bisinella. 
Tre giorni dopo, il 15 giugno, Tosi aderisce a Forza Italia sollecitando tutta la coalizione a fare lo stesso, con il suo vicepresidente e coordinatore Antonio Tajani in persona a consegnargli la tessera del partito. Tosi annuncia poi la disponibilità ad un apparentamento con il sindaco uscente Federico Sboarina, il quale avrebbe sfidato nel ballottaggio il candidato del centro-sinistra Damiano Tommasi. L'apparentamento non viene infine ufficializzato.
Il 4 novembre viene rilanciata l'attività del partito a livello cittadino, affidato alla guida di Bisinella, e viene annunciato l'ingresso nel partito di alcune delle liste civiche che già avevano sostenuto Tosi cinque mesi prima: CSU Veneta, Movimento Difesa Sociale, Pensionati Veneti e Tosi C'è.

## Nelle istituzioni

### XVII legislatura

#### Camera dei deputati
Nel Gruppo misto - componente: Fare! - PRI - Liberali
| XVII legislatura |
| ---------------- |
| 2 deputati       |

- Matteo Bragantini (Vicepresidente del Gruppo misto)
- Emanuele Prataviera

#### Senato della Repubblica
Nel Gruppo misto - componente: Fare!
| XVII legislatura |
| ---------------- |
| 3 senatori       |

- Raffaela Bellot
- Patrizia Bisinella
- Emanuela Munerato

### XIX legislatura

#### Camera dei deputati
In Forza Italia - Berlusconi Presidente - PPE
| XIX legislatura |
| --------------- |
| 1 deputato      |

- Flavio Tosi